# Кошницкий, Гари
Гари (также Гарри и Грегори Саймон) Ко́шницкий (Григорий Семёнович Кошницкий, англ. Gregory Koshnitzky & Koshnitsky; 6 октября 1907, Кишинёв, Бессарабская губерния — 17 сентября 1999, Аделаида, Австралия) — австралийский шахматист, международный мастер ИКЧФ (Международной федерации шахмат по переписке, 1972).

## Биография
Родился в Кишинёве в еврейской семье, которая в 1918 году во главе с отцом, Шулимом Вольфовичем Кошницким, перебралась в Шанхай, а в 1926 году осела в Австралии (Брисбен). Фамилия происходит от местечка Кошница (теперь Дубоссарского района Молдавии). 
В годы Второй мировой войны служил в противотанковых войсках. С 1949 по 1994 год вёл шахматную колонку в сиднейской газете «Sun-Herald». С 1947 по 1960 год руководил шахматной школой (chess academy) в Сиднее.
Чемпион Австралии по шахматам в 1933—1934 и 1939—1945 годах, трижды чемпион Квинсленда (1926—1928), семикратный чемпион Нового Южного Уэльса и чемпион Южной Австралии в 1966 году (аналогичный титул среди женщин в этом году выиграла его вторая жена Эвелин Кошницкий — Evelyn Koshnitsky).
Почётный член ФИДЕ с 1993 года (вместе с женой), член её центрального комитета и президент по зоне 10 (страны Юго-Восточной Азии и тихоокеанского региона, с 1961 года). Президент Австралийской лиги шахмат по переписке (The Correspondence Chess League of Australia) с 1937 по 1953 год, первый президент шахматной федерации Австралии (с 1979 года). Автор учебника «Шахматы для чайников» (Chess Made Easy, с С. Пурди, 1942), выдержавшего к 1995 году около 30 доработанных переизданий.
В Австралии ежегодно проводится мемориальный шахматный турнир Кошницкого (Koshnitsky Cup).
Сын — Питер Г. Кошницкий — австралийский спортивный журналист, автор шахматного учебника, вратарь, член сборной Австралии и Южной Австралии по лякроссу. Невестка Кошницкого Нган Фан-Кошницки — чемпионка Австралии по шахматам среди женщин 1996 и 1998 годов, чемпионка Океании 2001 года.